# Verso alexandrino
Verso alexandrino é um verso dodecassílabo que apresenta, obrigatoriamente, sílaba tônica nas posições 6 e 12. Tem este nome porque foi empregado por Alexandre de Bernay.
Conhecido também como Alexandrino Clássico ou Alexandrino Francês, está presente em poemas extremamente trabalhados gramática e foneticamente, como os parnasianos, porém continua e é utilizado largamente até os dias de hoje. 
Em Língua portuguesa o verso Alexandrino Francês foi sistematizado por António Feliciano de Castilho e o primeiro poeta a utilizar esse verso em larga escala no Brasil foi Machado de Assis, ainda no período estético do Romantismo.

## Regras de escansão
O verso alexandrino francês possui, na sua composição, dois hemistíquios, ou seja, dois meio-versos de seis sílabas métricas cada.
Existem algumas regras para a escansão de um verso alexandrino.
1 - Deve-se ater o poeta na colocação de sílabas tônicas obrigatórias na 6ª e 12ª sílaba:
A casa que foi minha, hoje é casa de Deus.
Traz no topo uma cruz. Ali vivi com os meus.
2 - A sexta sílaba (primeiro hemistíquio) deve ser a última sílaba de uma palavra oxítona ou, se, a palavra for uma paroxítona, esta deve terminar em vogal e a primeira palavra do hemistíquio seguinte deverá iniciar-se com vogal átona para fazer a elisão.
Deixo e vou vê-la em meio_aos altos muros seus.
Sai de lá uma prece_elevando-se aos céus; (Alberto de Oliveira)
3 – Deve-se evitar no verso alexandrino o uso de uma palavra proparoxítona com a sílaba tônica do primeiro hemistíquio, ou paroxítona com a terminação em consoante.
Para que o ritmo no alexandrino dê mais beleza ao poema, tais regras usadas na cesura dever ser observadas no final de cada verso, formando um ritmo holístico.
Deve ser observada também a escansão de cada cesura, quanto aos pés usados, visando sempre a um melhor ritmo.
Alguns autores da Literatura Brasileira valem-se da utilização de Alexandrinos em conjunto com outros dodecassílabos:
- Alphonsus de Guimaraens
- Emiliano Perneta
- Olegário Mariano
- Da Costa e Silva
- Vinícius de Moraes
- Guilherme de Almeida